# Phortica xishuangbanna
Phortica xishuangbanna är en tvåvingeart som beskrevs av Cheng och Chen 2008. Phortica xishuangbanna ingår i släktet Phortica och familjen daggflugor. Inga underarter finns listade i Catalogue of Life.